# Liste de chansons sur Ronald Reagan
 (décembre 2018).
Si vous disposez d'ouvrages ou d'articles de référence ou si vous connaissez des sites web de qualité traitant du thème abordé ici, merci de compléter l'article en donnant les références utiles à sa vérifiabilité et en les liant à la section « Notes et références ».
Cet article dresse la liste des chansons mentionnant Ronald Reagan, président des États-Unis entre 1981 et 1989.
- Haut – A
- B
- C
- D
- E
- F
- G
- H
- I
- J
- K
- L
- M
- N
- O
- P
- Q
- R
- S
- T
- U
- V
- W
- X
- Y
- Z

## A
- Abolish Government/ Silent Majority par TSOL
- American/Soviets par C.C.C.P.
- Assassination Attempt par Demented Youth

## B
- Bad Time For Bonzo par The Damned
- Ballad of Ronald Reagan par Austin Lounge Lizards
- Battle Hymn of Ronald Reagan par The Fartz
- Black Steel in the Hour of Chaos par Public Enemy
- Bleed For Me par Dead Kennedys
- Blues For Ronald Reagan (He Took Advantage Of You) par Glenn Frey
- My Brain is Hanging Upside Down (Bonzo Goes to Bitburg) par les Ramones
- B Movie par Gil Scott Heron
- Bullet the Blue Sky par U2

## C
- California Pipeline par Murphy's Law
- Common Man par The Blasters
- Country Gentleman par John Mellencamp
- Cowboys From Hollywood par Camper Van Beethoven

## D
- Dear Mr. Reagan par The Right Brothers
- Da Doo Ron Ron par Spitting Image
- Drugstore Truck Drivin' Man par Joan Baez & Jeffery Shurtleff

## E
- The End of the Innocence par Don Henley and Bruce Hornsby
- Exhuming McCarthy par R.E.M.

## F
- Faith, Hope, and Treachery par Lard
- Fascist Groove Thing par Heaven 17
- Fighting Blindly par Sublime
- (The) Fletcher Memorial Home par Pink Floyd
- Fucked Up Ronnie par D.O.A.

## G
- Guns in the Sky par INXS

## H
- Hey Judas par Carmaig de Forest
- Hinckley Had A Vision par The Crucifucks
- Homeless par Old Skull

## I
- I Believe par Not the Nine O'clock News
- I Don't Need This Pressure, Ron par Billy Bragg
- If Reagan Played Disco par The Minutemen
- Ignoreland par R.E.M.
- Impeach Reagan par A.P.P.L.E.
- I Shot Reagan par Non Phixion
- I Shot the Devil par Suicidal Tendencies

## J
- Jody Foster's Army par J.F.A.

## L
- Living Through Another Cuba par XTC

## M
- Minutes to Midnight par Midnight Oil
- Modern Day Cowboy par Tesla
- Moral Majority par Dead Kennedys
- My Brain is Hanging Upside Down (Bonzo Goes to Bitburg) par The Ramones

## N
- Neutron Bomber (The) par W.A.S.P.

## O
- Old Mother Reagan par Violent Femmes

## P
- Peace in Our Time par Elvis Costello
- People See Through You par Bruce Cockburn
- The President par Robyn Hitchcock

## R
- Rapmaster Ronnie par Reathel Bean & The DBC
- Reagan Blues par Hasil Adkins
- Reagan Country par Shattered Faith
- Reagon Knew par Mucky Pup
- Reaganomics par D.R.I.
- Reagan Shot My Rocket Down par The Jazz Butcher
- Reagan's Dead par Primadonnas
- Reagan's Der Fuhrer par D.I.
- Reagan's In par Wasted Youth
- Reagan Sucks par NOFX
- Reagan Was A Dick par NOFX
- Reagan Youth par Reagan Youth
- Re-Ron par Gil Scott-Heron
- Right and Wrong par Joe Jackson
- Ronald McRaygun par Dayglo Abortions
- Ronnie and the Punks par Fræbbblarnir
- Ronnie Talk 2 Russia par Prince
- Russians par Sting

## S
- Sun Instead of Reagan par Joseph Beuys
- Sweethearts par Camper Van Beethoven

## T
- Talking Ronald Reagan Blues par Loudon Wainwright III
- Tire Me par Rage Against the Machine
- Think Again par Dick Gaughan
- Trade War par Van Dyke Parks
- Two Minutes To Midnight par Iron Maiden
- Two Tribes par Frankie Goes to Hollywood

## U
- The Untouchables par Frank Zappa

## W
- (We Begin Bombing in) 5 Minutes par Bonzo Goes to Washington
- (We Don't Need This) Fascist Groove Thang par Heaven 17
- We've Got A Bigger Problem Now par Dead Kennedys
- We Want the Truth par Sick of it All
- War Games par Vital Disorders